# Мислятин (Люблінське воєводство)
Мислятин (пол. Myślatyn) — колонія у Польщі, розташоване в Люблінському воєводстві Томашовського повіту, ґміни Любича-Королівська.